# Tort
Tort er en betegnelse for en retsstridig krænkelse af et andet menneskes frihed, fred, ære eller person. Den person, der udsætter en anden person for tort, kan blive pålagt at betale en økonomisk godtgørelse til den krænkede person. Pligt til at betale økonomisk godtgørelse kan ydes, hvis den krænkede person har været udsat for krænkelse af ære eller selvfølelse i form af frihedsberøvelse, voldtægt, incest, blufærdighedskrænkelse eller anden kønsfrihedsforbrydelse.
Størrelsen af godtgørelsen er afhængig af krænkelsens karakter og omstændighederne, hvorunder denne er udøvet. Godtgørelsen ligger typisk mellem kr. 5.000 og kr. 125.000.
Reglerne om godtgørelse for tort findes i erstatningsansvarslovens § 26.
Tortgodtgørelse kan endvidere tilkendes, dersom en person uberettiget tilsiges til møde i fogedretten med henblik på tvangsfuldbyrdelse af en fordring eller et krav der viser sig ikke at bestå jf. retsplejelovens § 505, stk. 1. I sådanne sager tilkendes typisk en godtgørelse på omkring 2.500,00 kr.